# Ius italicum
El ius italicum (en latín, derecho itálico) era un honor conferido excepcionalmente a determinadas ciudades del Imperio romano por los emperadores. No describía ningún estatus de ciudadanía, pero concedía a ciertas comunidades situadas fuera de Italia la ficción jurídica de estar en suelo itálico. 

## Características y ventajas
Recibir el ius italicum significaba que las comunidades agraciadas con él se regían por el derecho romano en lugar de la ley local o helenística, tenían un mayor grado de autonomía en sus relaciones con los gobernadores provinciales, todos los nacidos en la ciudad adquirían automáticamente la ciudadanía romana y los terrenos de la ciudad estaban exentos de ciertos impuestos. Como ciudadanos de Roma, la gente podía comprar y vender propiedades, estaban exentos del impuesto sobre la tierra y del impuesto de capitación y tenían derecho a ser protegidos por la ley romana.

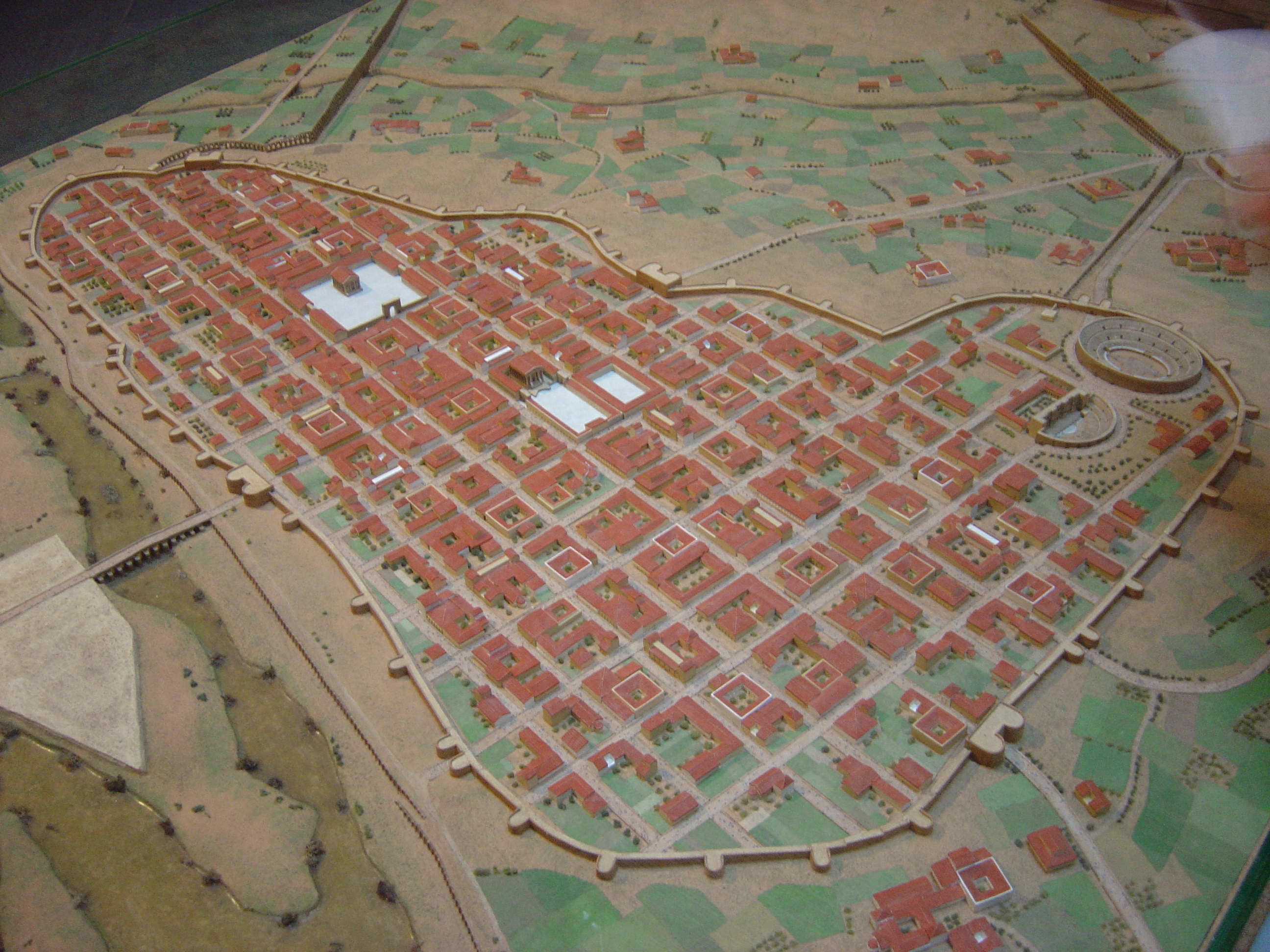
Maqueta que reproduce el plano de la Colonia Augusta Emerita, una de las comunidades hispanas beneficiadas con el ius italicum.

Estas concesiones existieron sobre todo a partir de la época republicana tardía hasta el principado de Septimio Severo, disminuyendo significativamente en las épocas posteriores, hasta la desaparición bajo el principado de Diocleciano; es decir, existieron mientras que Italia mantuvo su estatus diferenciado de las provincias, desde la República hasta la tetrarquía de Diocleciano. Siempre posteriormente a la época de Septimio Severo, tras la Constitutio Antoniniana de 212, con la que el emperador Caracalla concedió la ciudadanía romana a todos los habitantes del Imperio  —ciudadanía que, hasta entonces, sólo se concedía por derecho a los italianos— el ius italicum había empezado a perder progresivamente su utilidad.

## Ciudades con ius italicum
Algunas de las ciudades que tenían el honor del ius italicum eran Baalbek, Antioquía de Pisidia, Stobi, Casandrea o Filipos. En las provincias de Hispania romana gozaron de este privilegio las colonias Iulia Gemella Acci (Guadix, Granada), Libisosa Forum Augustana (Lezuza, Albacete), Ilici (Elche, Alicante) y Valentia (Valencia) en la Tarraconense y Pax Iulia (Beja, Portugal) y Augusta Emerita (Mérida, Badajoz) en la Lusitania.